# ENTROPY PRODUCTIONS
『ENTROPY PRODUCTIONS』（エントロピー・プロダクションズ）は、1991年7月3日にポニーキャニオンから発売された、ビブラストーンのメジャー1作目のオリジナル・アルバム。

## 解説
近田春夫率いるビブラストーンの新作。バンド初のスタジオ・レコーディング・アルバムとなっている。アルバムインディーズで発売された前作かつライブ盤の『Vibra is Back』同様に、本作も歌詞カードは添付されていない。
全曲を通して感じられるメッセージは世の中の理不尽な対象に対しての痛烈なアイロニーであり、各曲の歌詞には著名人の実名もふんだんに出てくることから、メジャーレーベルの発売でありながら、かなり過激な内容であると発売当初に評されていたが、打ち込みでなく生楽器を存分に効かせたバンドが織りなすサウンドに乗せた日本語によるヒップホップは過去に無い新しさを生み出したとも言われている。
本作のオープニングを飾る楽曲「ジェットコースター」には、1989年に「Fade Out」を近田が楽曲提供、メンバーが演奏に参加した縁から小泉今日子が曲中の「ジェットコースター」のシュプレヒコールに参加している。
収録曲「ジェットコースター」「調子悪くてあたりまえ」「MIKKY-D」「金っきゃねえ」の4曲は、1991年7月と9月にそれぞれ2曲ずつピックアップされ、12cmCD規格のリミックス・ヴァージョン・シングルとして発売された。

## 収録曲
作詞；近田春夫／作曲：近田春夫（特記以外）Dr.Tommy（1）近田春夫&Dr.Tommy（5）／編曲：ビブラストーン
1. ジェット・コースター（5分50秒）
2. コマーシャル・スター（5分15秒）
3. 調子悪くてあたりまえ（5分24秒）
4. パブリック・エネミー（5分46秒）
5. 一日中ボケーッ（5分48秒）
6. MIKKY-D（3分52秒）
7. 金っきゃねえ（4分35秒）
8. 3ナンバー（8分39秒）
9. 人間バーベキュー（6分40秒）

## 関連事項
- 日本のヒップホップ
- 1991年の音楽